# Liste der Kulturdenkmale in Langenargen
In der Liste der Kulturdenkmale in Langenargen sind alle Bau- und Kunstdenkmale der Gemeinde Langenargen verzeichnet, die im „Verzeichnis der unbeweglichen Bau- und Kunstdenkmale und der zu prüfenden Objekte“ des Landesamts für Denkmalpflege Baden-Württemberg verzeichnet sind.
Diese Liste ist nicht rechtsverbindlich. Eine rechtsverbindliche Auskunft ist lediglich auf Anfrage bei der Unteren Denkmalschutzbehörde des Bodenseekreises erhältlich.

## Allgemein
- Bild: Zeigt ein ausgewähltes Bild aus Commons, „Weitere Bilder“ verweist auf die Bilder im Medienarchiv Wikimedia Commons.
- Bezeichnung: Nennt den Namen, die Bezeichnung oder die Art des Kulturdenkmals.
- Lage: Straßenname und Hausnummer oder Flurstücknummer des Kulturdenkmals, gegebenenfalls auch den Ortsteil. Die Grundsortierung der Liste erfolgt nach dieser Adresse. Der Link (Karte) führt zu verschiedenen Kartendiensten mit der Position des Kulturdenkmals. Fehlt dieser Link, wurden die Koordinaten noch nicht eingetragen. Sind diese bekannt, können sie über ein Tool mit einer Kartenansicht einfach nachgetragen werden. In dieser Kartenansicht sind Kulturdenkmale ohne Koordinaten mit einem roten bzw. orangen Marker dargestellt und können durch Verschieben auf die richtige Position in der Karte mit Koordinaten versehen werden. Kulturdenkmale ohne Bild sind an einem blauen bzw. roten Marker erkennbar.
- Datierung: Baubeginn, Fertigstellung, Datum der Erstnennung oder grobe zeitliche Einordnung entsprechend des Eintrags in der zuständigen Denkmaldatenbank (Landesamt für Denkmalpflege Baden-Württemberg).
- Beschreibung: Kurzcharakteristik des Kulturdenkmals.

## Langenargen

### Sachgesamtheit Bodensee-Gürtelbahn, Teilstrecke Friedrichshafen-Lindau
| Bild           | Bezeichnung                    | Lage                                             | Datierung | Beschreibung                                                         | ID |
| -------------- | ------------------------------ | ------------------------------------------------ | --------- | -------------------------------------------------------------------- | -- |
| Weitere Bilder | Gleisanlage                    | Langenargen, gesamte Gemarkung                   | 1899      | Teil der Sachgesamtheit Bodenseegürtelbahn Geschützt nach § 2 DSchG  |    |
| Weitere Bilder | Bahnhof Langenargen            | Langenargen, Eisenbahnstraße 18 (Karte)          | 1899      | Teil der Sachgesamtheit Bodensee-Gürtelbahn Geschützt nach § 2 DSchG |    |
|                | Bahnwärterhaus                 | Langenargen, Friedrichshafener Straße 24 (Karte) |           | Teil der Sachgesamtheit Bodenseegürtelbahn Geschützt nach § 2 DSchG  | BW |
|                | Bahnwärterhaus                 | Langenargen, Kanalstraße 11 (Karte)              |           | Teil der Sachgesamtheit Bodenseegürtelbahn Geschützt nach § 2 DSchG  | BW |
|                | Eisenbahnbrücke                | Langenargen, bei Kanalstraße 11 (Karte)          |           | Teil der Sachgesamtheit Bodenseegürtelbahn Geschützt nach § 2 DSchG  | BW |
| Weitere Bilder | Eisenbahnbrücke über die Argen | Langenargen, bei Lindauer Straße 141/1 (Karte)   |           | Teil der Sachgesamtheit Bodenseegürtelbahn Geschützt nach § 2 DSchG  |    |
|                | Stellwerk                      | Langenargen, Mühlesch 2 (Karte)                  |           | Teil der Sachgesamtheit Bodenseegürtelbahn Geschützt nach § 2 DSchG  | BW |
|                | Bahnwärterhaus                 | Langenargen, Schwedi 3                           |           | Teil der Sachgesamtheit Bodenseegürtelbahn Geschützt nach § 2 DSchG  |    |

### Sachgesamtheit Schloss Montfort
| Bild           | Bezeichnung                              | Lage                                    | Datierung | Beschreibung              | ID |
| -------------- | ---------------------------------------- | --------------------------------------- | --------- | ------------------------- | -- |
| Weitere Bilder | Schloss Montfort                         | Langenargen, Untere Seestraße 3 (Karte) | 1861-1866 | Geschützt nach § 12 DSchG |    |
| Weitere Bilder | Kavalierhaus                             | Langenargen, Untere Seestraße 7 (Karte) | 1866      | Geschützt nach § 12 DSchG |    |
|                | Sekundär verwendete schmiedeeiserne Tore | Langenargen, Obere Seestraße 52 (Karte) |           | Geschützt nach § 12 DSchG | BW |

### Weitere Kulturdenkmale
| Bild           | Bezeichnung                                                                      | Lage                                                  | Datierung           | Beschreibung              | ID |
| -------------- | -------------------------------------------------------------------------------- | ----------------------------------------------------- | ------------------- | ------------------------- | -- |
| Weitere Bilder | Gasthof Adler                                                                    | Langenargen, Adlerstraße 3 (Karte)                    | 1815                | Geschützt nach § 28 DSchG |    |
|                | Mühl- und Gewerbekanal                                                           | Langenargen (Karte)                                   |                     | Geschützt nach § 2 DSchG  | BW |
|                | Kaplaneihaus                                                                     | Langenargen, Friedhofstraße 6 (Karte)                 | 1718                | Geschützt nach § 2 DSchG  | BW |
|                | Kapelle St. Anna                                                                 | Langenargen, Friedhofstraße 7 (Karte)                 | 17. Jh.             | Geschützt nach § 28 DSchG |    |
| Weitere Bilder | Hängebrücke über die Argen                                                       | Langenargen, Lindauer Straße (Karte)                  | 1896                | Geschützt nach § 12 DSchG |    |
|                | Radhäuser der ehem. Mittelmühle mit Mühlrädern und Transmission                  | Langenargen, Lindauer Straße 86 (Karte)               |                     | Geschützt nach § 2 DSchG  | BW |
| Weitere Bilder | Spital zum Heiligen Geist                                                        | Langenargen, Marktplatz 7 (Karte)                     | 1716-1718           | Geschützt nach § 28 DSchG |    |
| Weitere Bilder | Katholische Pfarrkirche St. Martin                                               | Langenargen, Marktplatz 9 (Karte)                     | 1718-24             | Geschützt nach § 28 DSchG |    |
| Weitere Bilder | Wohn- und Geschäftshaus                                                          | Langenargen, Marktplatz 16 (Karte)                    | 18. Jh.             | Geschützt nach § 2 DSchG  |    |
| Weitere Bilder | Wohnhaus                                                                         | Langenargen, Marktplatz 18 (Karte)                    | 1720                | Geschützt nach § 2 DSchG  |    |
| Weitere Bilder | ehem. Pfarrhaus                                                                  | Langenargen, Marktplatz 20 (Karte)                    | 1735-40             | Geschützt nach § 12 DSchG |    |
|                | Zehntscheuer                                                                     | Langenargen, Marktplatz 24 (Karte)                    | 1735                | Geschützt nach § 2 DSchG  | BW |
|                | Bildstock                                                                        | Langenargen, Mozartstraße, Schubertstraße (Karte)     | 18. Jh.             | Geschützt nach § 2 DSchG  | BW |
|                | Fabrikantenwohnhaus                                                              | Langenargen, Mühlstraße 34 (Karte)                    | 1841                | Geschützt nach § 2 DSchG  | BW |
|                | Wasserturm                                                                       | Langenargen, Mühlstraße 36 (Karte)                    | 1825                | Geschützt nach § 2 DSchG  | BW |
|                | Kapelle zum Hl. Kreuz                                                            | Langenargen, Oberdorfer Straße                        | 1844                | Geschützt nach § 2 DSchG  |    |
|                | Alte Apotheke, Villa Wahl                                                        | Langenargen, Oberdorfer Straße 14 (Karte)             | 1846                | Geschützt nach § 2 DSchG  | BW |
|                | Einfamiliendoppelhäuser                                                          | Langenargen, Oberdorfer Straße 37, 39, 41, 43 (Karte) | 1926/27             | Geschützt nach § 2 DSchG  | BW |
| Weitere Bilder | Richterhaus                                                                      | Langenargen, Obere Seestraße 1 (Karte)                | im Kern 17./18. Jh. | Geschützt nach § 2 DSchG  |    |
| Weitere Bilder | Zollhaus mit Landungssteg sowie Hafenkran, Unterstandshütte sowie Glockenständer | Langenargen, Obere Seestraße 2/1, 2/3 (Karte)         |                     | Geschützt nach § 2 DSchG  |    |
|                | Wohnhaus                                                                         | Langenargen, Obere Seestraße 23 (Karte)               | 1730                | Geschützt nach § 2 DSchG  | BW |
|                | Wohnhaus                                                                         | Langenargen, Obere Seestraße 31 (Karte)               | um 1600             | Geschützt nach § 2 DSchG  | BW |
|                | Montfortisches Amtshaus                                                          | Langenargen, Obere Seestraße 39 (Karte)               | spätes 16. Jh.      | Geschützt nach § 2 DSchG  |    |
|                | Ökonomiegebäude des ehemaligen Montfortischen Amts- und Herrschaftshofes         | Langenargen, Obere Seestraße 43 (Karte)               | Ende 16. Jh.        | Geschützt nach § 12 DSchG |    |
|                | Villa                                                                            | Langenargen, Obere Seestraße 64 (Karte)               | 1907                | Geschützt nach § 2 DSchG  | BW |
|                | Nebenwohnhaus einer Hofanlage                                                    | Langenargen, Ortsstraße 33 (Karte)                    | 1886                | Geschützt nach § 2 DSchG  | BW |
|                | Ehem. Infirmerie der franz. Streitkräfte                                         | Langenargen, Rosenstraße 46 (Karte)                   | 1945/46             | Geschützt nach § 2 DSchG  | BW |
|                | Wohnhaus (Altes Pfarrhaus)                                                       | Langenargen, St.-Anna-Straße 11 (Karte)               | wohl noch 15. Jh.   | Geschützt nach § 2 DSchG  | BW |
| Weitere Bilder | Kath. Pfarrkirche St. Wendelin                                                   | Langenargen, Tettnager Straße 24 (Karte)              | 1907/08             | Geschützt nach § 2 DSchG  |    |
|                | Gefallenendenkmal                                                                | Langenargen, bei Tettnager Straße 24                  | 1959                | Geschützt nach § 2 DSchG  |    |
|                | Ehem. Katholisches Pfarrhaus                                                     | Langenargen, Tettnager Straße 29 (Karte)              | 1828/29             | Geschützt nach § 2 DSchG  | BW |
|                | Wegkreuz (ehemaliges Turmkreuz)                                                  | Langenargen, Untere Erlen                             | 1828/29             | Geschützt nach § 2 DSchG  |    |
|                | Bildstock                                                                        | Langenargen, Untere Seestraße 45 (Karte)              |                     | Geschützt nach § 28 DSchG | BW |